# The Bloody Beetroots
Os The Bloody Beetroots são uma dupla de música eletrônica Italiana formada por Bob Rifo (a.k.a Sir Bob Cornelius Rifo) e Tommy Tea (a.k.a ISAAC), mas é Bob Rifo que faz grande parte da produção e mix de estúdio. Existe um terceiro elemento do grupo Edward Grinch que actua na bateria em concertos ao vivo.

## Membros
- Bob Rifo

## Membros ao vivo
- Bob Rifo (a.k.a Sir Bob Cornelius Rifo) - DJ
- Tommy Tea (a.k.a ISAAC) - DJ (The Bloody Beetroots DJ Set)
- Edward Grinch - bateria
- Battle  - Sintetizador , Contra-Baixo

## Discografia

### Álbuns
| Year | Title     | Format       | Label                          |
| ---- | --------- | ------------ | ------------------------------ |
| 2009 | Romborama | Studio Album | Dim Mak Records/Downtown Music |
| 2013 | Hide      | Studio Album | Ultra Records                  |

### EPs e outros releases
| Year | Title                                                                  | Label           |
| ---- | ---------------------------------------------------------------------- | --------------- |
| 2007 | Let Your Washing Machine Speak                                         | Self-released   |
| 2007 | I Love the Bloody Beetroots                                            | Self-released   |
| 2008 | Productions & Remixes                                                  | Self-released   |
| 2008 | Cornelius EP                                                           | Dim Mak Records |
| 2008 | Rombo                                                                  | Dim Mak Records |
| 2009 | Christmas Vendetta ...Spares of Romborama                              | Dim Mak Records |
| 2010 | Domino (Spares of Romborama - Pt. 2)                                   | Dim Mak Records |
| 2011 | "Church of Noise (Remixes)" (featuring Dennis Lyxzén)                  | Ultra Records   |
| 2012 | "Rocksteady (Remixes Part 1)"                                          | Ultra Records   |
| 2012 | "Rocksteady (Remixes Part 2)"                                          | Ultra Records   |
| 2013 | "Chronicles of a Fallen Love (Remixes Part 1)" (with Greta Svabo Bech) | Ultra Records   |
| 2013 | "Chronicles of a Fallen Love (Remixes Part 2)" (with Greta Svabo Bech) | Ultra Records   |
| 2013 | "Spank (Remixes)" (featuring Tai & Bart B More)                        | Ultra Records   |
| 2013 | "Out of Sight (Remixes)" (featuring Paul McCartney & Youth)            | Ultra Records   |

### Singles
| Year | Album                                                 | Peak positions | Peak positions | Peak positions | Peak positions | Label           |
| Year | Album                                                 | AUS            | BEL (Vl)       | BEL (Wa)       | FR             | Label           |
| ---- | ----------------------------------------------------- | -------------- | -------------- | -------------- | -------------- | --------------- |
| 2009 | "Warp 1.9" (featuring Steve Aoki)                     | 51             | 23 (Ultratip)  | –              | –              | Dim Mak Records |
| 2009 | "Awesome" (featuring The Cool Kids)                   | 83             | –              | –              | –              | Dim Mak Records |
| 2009 | "Come La" (featuring Marracash)                       | –              | –              | –              | –              | Dim Mak Records |
| 2010 | "2nd Streets Have No Name" (featuring Beta Bow)       | –              | –              | –              | –              | Dim Mak Records |
| 2010 | "New Noise" (with Steve Aoki featuring Refused)       | –              | –              | –              | –              | Dim Mak Records |
| 2011 | "Church of Noise" (featuring Dennis Lyxzén)           | –              | –              | –              | –              | Ultra Records   |
| 2012 | "Rocksteady"                                          | –              | –              | –              | –              | Ultra Records   |
| 2013 | "Chronicles of a Fallen Love" (with Greta Svabo Bech) | –              | –              | –              | –              | Ultra Records   |
| 2013 | "Spank" (featuring Tai & Bart B More)                 | –              | –              | –              | –              | Ultra Records   |
| 2013 | "Out of Sight" (featuring Paul McCartney & Youth)     | –              | –              | –              | 97             |                 |

### Videoclipes
| Year | Title                                                 |
| ---- | ----------------------------------------------------- |
| 2008 | "Cornelius"                                           |
| 2009 | "Butter"                                              |
| 2009 | "Romborama"                                           |
| 2009 | "Warp 1.9" (featuring Steve Aoki)                     |
| 2009 | "Come La" (featuring Marracash)                       |
| 2009 | "Awesome" (featuring The Cool Kids)                   |
| 2009 | "Awesome (Remix)" (featuring The Cool Kids)           |
| 2010 | "2nd Streets Have No Name" (featuring Beta Bow)       |
| 2010 | "Domino"                                              |
| 2011 | "Church of Noise" (featuring Dennis Lyxzén)           |
| 2012 | "Rocksteady"                                          |
| 2012 | "Chronicles of a Fallen Love" (with Greta Svabo Bech) |
| 2013 | "Spank" (featuring Tai & Bart B More)                 |
| 2013 | "Out of Sight" (featuring Paul McCartney & Youth)     |

### Remixes
| Year | Artist                                      | Track                                 | Title |
| ---- | ------------------------------------------- | ------------------------------------- | --- |
| 2007 | A Split-Second                              | "Flesh"                               | The Bloody Beetroots vs. SirBilly Remix                                                                   |
| 2007 | Alex Gopher                                 | "The Game"                            | |
| 2007 | Audioporno                                  | "Choo Choo"                           | The Bloody Beetroots Remix The Bloody Beetroots Instrumental                                              |
| 2007 | Bob Rifo                                    | "Kinky Malinki"                       | |
| 2007 | Cabaret Voltaire                            | "Sensoria"                            | The Bloody Beetroots vs. SirBilly Remix                                                                   |
| 2007 | Captain Phoenix                             | "Pistols & Hearts"                    | |
| 2007 | Crookers                                    | "Limonare"                            | |
| 2007 | Etienne de Crécy                            | "Funk"                                | |
| 2007 | Fox N' Wolf                                 | "Beat Me Up"                          | |
| 2007 | Goose                                       | "Black Gloves"                        | |
| 2007 | Goose                                       | "Everybody"                           | The Bloody Beetroots Chipmunk Remix                                                                       |
| 2007 | Hostage                                     | "Gluttony"                            | |
| 2007 | Les Petits Pilous                           | "Jolie Fille"                         | |
| 2007 | Martin Solveig                              | "C'est la Vie"                        | |
| 2007 | Metallica                                   | "Seek & Destroy"                      | The Bloody Beetroots - Ill to Destroy                                                                     |
| 2007 | Michael Sembello                            | "Maniac"                              | Michael Sembello vs. The Bloody Beetroots - Maniac                                                        |
| 2007 | Naive New Beaters                           | "Live Good"                           | |
| 2007 | South Central                               | "Golden Dawn"                         | |
| 2007 | The Toxic Avenger                           | "Escape"                              | |
| 2007 | The Whip                                    | "Muzzle #1"                           | |
| 2007 | The Whip                                    | "Trash"                               | |
| 2007 | Timbaland featuring Keri Hilson & Sebastian | "Miscommunication"                    | The Bloody Beetroots - Discommunication The Bloody Beetroots - Dimmakmmunication                          |
| 2007 | Timbaland featuring The Hives               | "Throw It on Me"                      | |
| 2008 | Alphabeat                                   | "Boyfriend"                           | |
| 2008 | Benny Benassi                               | "I Am Not Drunk"                      | The Bloody Beetroots Remix The Bloody Beetroots Instrumental                                              |
| 2008 | Bugo                                        | "La Mano Mia"                         | The Bloody Beetroots & Cécile Remix                                                                       |
| 2008 | Cazals                                      | "Somebody, Somewhere"                 | |
| 2008 | Crookers                                    | "Il Brutto" "Purple Lens Game" (Demo) | The Bloody Beetroots 'Il Bruttissimo' Remix The Bloody Beetroots Remix                                    |
| 2008 | Micky Green                                 | "Shoulda"                             | The Bloody Beetroots Remix The Bloody Beetroots Remix (Myspace Version)                                   |
| 2008 | MSTRKRFT                                    | "Bounce"                              | |
| 2008 | Robyn                                       | "Cobrastyle"                          | The Bloody Beetroots Remix The Bloody Beetroots Instrumental                                              |
| 2008 | Samwell                                     | "What What (In the Butt)"             | |
| 2008 | Shitdisco                                   | "72 Virgins"                          | |
| 2008 | Sound of Stereo                             | "Heads Up!"                           | |
| 2008 | Supabeatz                                   | "Sexo Perfecto"                       | |
| 2008 | The All American Rejects                    | "Gives You Hell"                      | |
| 2008 | The Aston Shuffle                           | "Stomp Yo Shoes"                      | |
| 2008 | The Kills                                   | "Cheap and Cheerful"                  | The Bloody Beetroots Remix The Bloody Beetroots Miami Bass Remix                                          |
| 2008 | The Secret Handshake                        | "Summer of '98"                       | |
| 2009 | All Leather                                 | "Mystery Meat"                        | |
| 2009 | Dead Disco                                  | "You’re Out"                          | |
| 2009 | Erol Alkan & Boys Noize                     | "Death Suite"                         | Bobermann Remix                                                                                           |
| 2009 | Ester Dean featuring Chris Brown            | "Drop It Low"                         | The Bloody Beetroots Remix The Bloody Beetroots Remix (Myspace Version)                                   |
| 2009 | Fact                                        | "Fog"                                 | |
| 2009 | Groove Armada featuring Saint Saviour       | "I Won't Kneel"                       | |
| 2009 | Mr. Oizo                                    | "Pourriture 7"                        | The Bloody Beetroots Refix                                                                                |
| 2009 | Pink                                        | "So What"                             | (Unreleased)                                                                                              |
| 2009 | Peaches                                     | "Billionaire"                         | (Unreleased)                                                                                              |
| 2009 | Proxy                                       | "Who Are You?"                        | The Bloody Beetroots Remix The Bloody Beetroots Remix With Voices                                         |
| 2009 | Rob Zombie                                  | "Burn"                                | The Bloody Beetroots Motherfucker Remix                                                                   |
| 2009 | Ryskee featuring Leslie Ming                | "Leave Me Amor"                       | |
| 2009 | S.P.A.                                      | "Pets Dance"                          | The Bloody Beetroots Remix The Bloody Beetroots and Cécile Remix                                          |
| 2009 | Shwayze                                     | "Get U Home"                          | The Bloody Beetroots Italo Disco Remix                                                                    |
| 2009 | The Bloody Beetroots                        | "Talkin' in My Sleep"                 | |
| 2009 | The Killers                                 | "Spaceman"                            | Steve Aoki & The Bloody Beetroots Remix                                                                   |
| 2009 | The Subs                                    | "Mitsubitchi"                         | Bobermann Remix                                                                                           |
| 2009 | Tiga                                        | "Mind Dimension"                      | |
| 2009 | Tommy Vee & Mauro Ferrucci with CeCe Rogers | "Stay"                                | The Bloody Beetroots Club Mix The Bloody Beetroots Vocal Remix                                            |
| 2009 | U-God featuring GZA & Scotty Wotty          | "Stomp Da Roach"                      | |
| 2009 | Vitalic                                     | "Second Lives"                        | |
| 2009 | Zoo Brazil & Adam Sky                       | "Circle Jerk"                         | |
| 2009 | Zuper Blahq                                 | "Here We Go"                          | (Unreleased)                                                                                              |
| 2010 | Alan 1                                      | "Concertmate"                         | Bobermann Remix                                                                                           |
| 2010 | Army of the Universe                        | "Resin"                               | Bobermann Remix                                                                                           |
| 2010 | Etienne de Crécy                            | "Welcome"                             | |
| 2010 | Goose                                       | "Can't Stop Me Now"                   | |
| 2010 | Proxy                                       | "Vibrate"                             | |
| 2010 | Refused                                     | "New Noise"                           | Steve Aoki & The Bloody Beetroots - New Noise Steve Aoki & The Bloody Beetroots - New Noise (Mix Version) |
| 2010 | The Chemical Brothers                       | "Dissolve"                            | |
| 2011 | Britney Spears                              | "Till the World Ends"                 | The Bloody Beetroots Extended Remix The Bloody Beetroots Radio Remix                                      |
| 2011 | Congorock                                   | "Ivory"                               | |
| 2011 | Hervé featuring Marina Gasolina             | "Baseball Bat"                        | |
| 2011 | SomethingALaMode                            | "Versailles No Bara"                  | |
| 2012 | Killing Joke                                | "In Cythera"                          | |
| 2012 | Theophilus London                           | "Why Even Try"                        | The Bloody Beetroots Remix The Bloody Beetroots Remix - Unreleased Version                                |
| 2013 | Dino Meneghin                               | "Teen Wolf Theme"                     | The Bloody Beetroots - Teen Wolf 'Alpha Remix'                                                            |
| 2013 | Jackson and His Computerband                | "Arp #1"                              | |
| 2013 | Placebo                                     | "Too Many Friends"                    | |